# Saint-Gladie-Arrive-Munein
Saint-Gladie-Arrive-Munein – miejscowość i gmina we Francji, w regionie Nowa Akwitania, w departamencie Pireneje Atlantyckie.
Według danych na rok 1990 gminę zamieszkiwało 209 osób, a gęstość zaludnienia wynosiła 32 osób/km² (wśród 2290 gmin Akwitanii Saint-Gladie-Arrive-Munein plasuje się na 968. miejscu pod względem liczby ludności, natomiast pod względem powierzchni na miejscu 1316.).